# Govānech
Govānech (persiska: گوانچ, Kavānaj, كَوانَج, كَوانِه) är en ort i Iran.   Den ligger i provinsen Hamadan, i den nordvästra delen av landet, 300 km väster om huvudstaden Teheran. Govānech ligger 1 567 meter över havet och antalet invånare är 231.
Terrängen runt Govānech är varierad.Runt Govānech är det ganska tätbefolkat, med 90 invånare per kvadratkilometer. Närmaste större samhälle är Kangāvar, 18,8 km söder om Govānech. Trakten runt Govānech består till största delen av jordbruksmark.